# Osiedle Tadeusza Kościuszki (Pszów)
Osiedle Tadeusza Kościuszki w Pszowie (pot. Familoki) – osiedle Pszowa (przy osiedlu Alojzego Biernackiego, osiedlu Grunwaldzkim i przy Osiedlu Józefa Tytki). Granice osiedle wyznaczają ulice: Henryka Rodakowskiego (od zachodu), Władysława Andersa (od wschodu) i Karola Miarki (od południa). Panuje tu budowa bloków mieszkalnych o różnej ilości pięter. Teren na którym znajduje się osiedle jest pagórkowate.